# Laftah
Laftah (en arabe : لفطح) est une commune rurale du sud de la Mauritanie, située dans le département de Boumdeid de la région d'Assaba.

## Géographie
La commune de Laftah est située au nord dans la région d'Assaba et elle s'étend sur 1 499 km2.
Elle est délimitée à l'est par la commune d'El Mabrouk, au sud par les communes de Nouamline, de Boumdeid et de Hsey Tin, à l'ouest par les communes de Lehseira et de Boubacar Ben Amer.

## Histoire
Laftah a été érigée en commune par l'ordonnance du 20 octobre 1987 instituant les communes de Mauritanie.

## Démographie
Lors du Recensement général de la population et de l'habitat (RGPH) de 2000, Laftah comptait 2 271 habitants.
Lors du RGPH de 2013, la commune en comptait 2 979, soit une croissance annuelle de 2,2 % sur 13 ans.

## Économie
L'agriculture est au centre de l'économie de Laftah, comme quasiment toutes les communes de la région. Mais cette économie est fragile car elle rencontre des obstacles à son développement, notamment les conditions climatiques ou le manque de moyens des agriculteurs. Pour faire face à ces obstacles, l'état ou différentes ONG financent des projets qui améliorent les conditions de vie des habitants.
La commune de Laftah possède par exemple un barrage, réhabilité en 2016, qui permet une exploitation efficace de l'eau dans la région et une amélioration de l'agriculture locale.